# Garissa
Garissa   este un oraș  în  partea de est a Kenyei, pe Tana. Este reședința provinciei  de Nord Est.